# Olof Andersson i Malmö
Olof Andersson (i riksdagen kallad Andersson i Malmö), född 10 juni 1887 i Fränninge, Malmöhus län, död 17 oktober 1961 i Malmö, var svensk ombudsman och socialdemokratisk politiker.

## Biografi
Andersson blev ombudsman och sekreterare i socialdemokraternas Skånedistrikt 1920 och ombudsman och ordförande från 1944. Han var ledamot av Malmö stads stadsfullmäktige 1919–1942, dess andre vice ordförande 1930–1940 och ledamot av drätselkammaren 1920–1942. 
Andersson var ledamot av riksdagens andra kammare från 1929. Han var ledamot av tillfälliga och särskilda utskotten 1930–1936, ekonomidepartementet, statsutskottet, suppleant för riksbanksfullmäktig från 1945 och deltog i flera statliga utredningar. Han var ledamot av socialdemokratiska riksdagsgruppens förtroenderåd från 1946, socialdemokraternas partistyrelse från 1928, revisor i Svenska grov- och fabriksarbetareförbundet från 1921 samt överrevisor i väg- och vattenbyggnadsväsendet från 1947.